# مسجد تبريزي ها
مسجد تبريزي ها (بالفارسية: مسجد تبریزی‌ها) هو مسجد تاريخي يعود إلى عصر القاجاريين، ويقع في كاشان.